# Classe Houbei
La classe Houbei o classe 022 è una serie di 80 battelli veloci da attacco (FAC - Fast Attack Craft) in servizio con la Marina dell'esercito popolare di liberazione cinese dal 2004. Lo scafo è conformato a catamarano, e la nave ha caratteristiche parzialmente stealth.